# 巴納德瘦獅子魚
巴納德瘦獅子魚，為輻鰭魚綱鮋形目杜父魚亞目獅子魚科的其中一種，分布於西北大西洋美國新英格蘭海域，棲息深度750-1368公尺，體長可達3.4公分，為深海底棲性魚類，屬肉食性，生活習性不明。

## 擴展閱讀
維基物種上的相關：巴納德瘦獅子魚